# Stenoza arterei renale
Stenoza arterei renale este îngustarea uneia sau a ambelor artere renale, cel mai adesea cauzată de ateroscleroză sau displazie fibromusculară. Această îngustare a arterei renale poate împiedica fluxul sanguin către rinichiul țintă, ducând la hipertensiune renovasculară – un tip secundar de hipertensiune arterială. Complicațiile posibile ale stenozei arterei renale sunt boala cronică de rinichi și boala coronariană.

## Semne și simptome
Majoritatea cazurilor de stenoză arteriala renală sunt asimptomatice, iar problemele principale sunt presiunea mare a sângelui care nu poate fi controlată cu ajutorul medicației. Funcția diminuată a rinichilor poate fi atinsă dacă ambii rinichi nu primesc destul sânge.

## Cauza
Stenoza arterelor renale este cauzată în marea majoritate a timpului de ateroscleroză, care face ca arterele renale să se subțieze și să se întărească din cauza formării unei plăci. Este cunoscută drept boala aterosclerotică renovasculară. Această subțiere a arterelor renale din cauza formării plăcilor cauzează creșterea presiunii sangvine în interiorul arterei și scăderea fluxului sangvin către rinichi. Această scădere a fluxului sangvin are ca rezultat scăderea presiunii sangvine din rinichi, ce duce la activarea sistemului renină-angiotensină-aldosteron. Celulele juxtaglomerulare secretă renină, care convertesc angiotensinogenul în angiotensină I, care este mai apoi convertită în angiotensină II de enzimele de conversie angiotensinoase. Mai apoi, angiotensina II acționează în cadrul glandelor suprarenale pentru a mări secreția hormonului aldosteron. Aldosteronul cauzează retenția sodiului și a apei, ducând la o mărire a volumului sangvin și a presiunii sângelui. Așadar, persoanele cu stenoză arterială renală au o presiune sangvină cronică pentru că sistemul lor renină-angiotensină-aldosteron este hiperactivat.

## Fiziopatologia
Fiziopatologia stenozei arterelor renale poate avea drept consecință schimbări în structura rinichiului, care sunt cel mai vizibile în țesutul tubular.
Modificările includ:
- Fibroza
- Scăderea celulelor tubulare
- Îngroșarea capsulei Bowmann
- Tubuloscleroza
- Atrofia capilarelor glomerulare

## Diagnostic
Diagnosticul stenozei arterei renale poate folosi multe tehnici pentru a determina dacă afecțiunea este prezentă, o regulă de predicție clinică este disponibilă pentru a ghida diagnosticul.
Printre tehnicile de diagnosticare se enumeră:
- Studiul cu ultrasunete Doppler al rinichilor.[6]
- Hipertensiune arterială refractară.[7]
- Auscultatie (cu stetoscop)- sunet (zgomot de grabă).[8]
- Test de provocare cu Captopril.[9]
- Efectul dozei testului de captopril asupra funcției renale diferențiale măsurat prin scanarea MAG3.[10]
- Arteriograma arterei renale.[11][12]

Criteriile specifice pentru stenoza arterei renale pe Doppler sunt un timp de accelerație mai mare de 70 milisecunde, un indice de accelerație mai mic de 300 cm/sec² și un raport de viteză al arterei renale la aortă mai mare de 3,5.

## Tratament

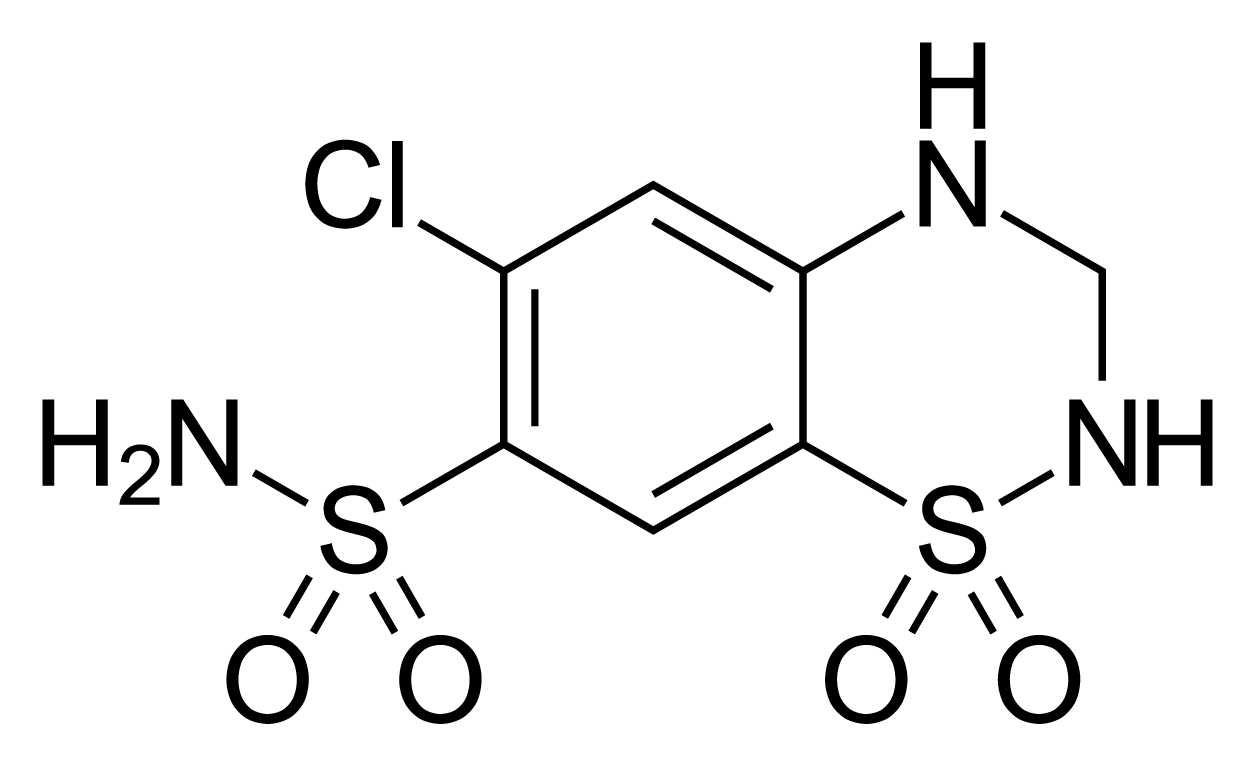
Un diuretic (hidroclorotiazida)

### Stenoza arterei renale aterosclerotice
Se tratează inițial cu medicamente, inclusiv diuretice și medicamente pentru controlul tensiunii arteriale. Când stenoza arterială renală de grad înalt este documentată și tensiunea arterială nu poate fi controlată cu medicamente sau dacă funcția renală se deteriorează, se poate recurge la o intervenție chirurgicală. Procedura cea mai frecvent utilizată este angioplastia minim invazivă cu sau fără stenting. Este o procedură relativ sigură. Dacă totul eșuează și se crede că rinichiul se înrăutățește hipertensiunea și revascularizarea cu angioplastie sau intervenție chirurgicală nu funcționează, atunci îndepărtarea chirurgicală a rinichiului afectat(nefrectomie) poate îmbunătăți semnificativ tensiunea arterială ridicată.

### Displazia fibromusculară
Numai angioplastia este preferată în displazia fibromusculară, cu stentarea rezervată pentru cazurile nereușite de angioplastie sau complicații precum disecția.